# Первое Мая (Воронежская область)
Пе́рвое Мая — хутор в Лискинском районе Воронежской области.
Входит в состав Петровского сельского поселения.

## География
Хутор находится на расстоянии 17 км к юго-востоку от города Лиски, административного центра района.

## Население
| 2010 | 2011 |
| ---- | ---- |
| 1    | ↗3   |